# Pokoli archívum
A Pokoli archívum (The Atrocity Archives) egy 2004-ben megjelent science fiction könyv Charles Stross tollából, mely a Mosoda-akták sorozat 1. kötete. A Mosoda-akták sorozat ötvözi a sci-fit, a lovecraft-i horrort, a techno-thrillert, a szatírát, a klasszikus kémregényeket és a fantasyt. A Pokoli archívum két kisregényből áll össze: a címadó történeten kívül helyet kapott benne A Betontehén-akció (The Concrete Jungle) című elbeszélés is, mely 2005-ben elnyerte a Hugo-díjat „A legjobb kisregény” kategóriában. 
Magyar nyelven az Ad Astra kiadó jelentette meg 2015-ben, J. Magyar Nelly fordításában.

## Cselekmény
|  | Alább a cselekmény részletei következnek! |

A könyvsorozat visszatérő főszereplője Bob Howard, aki egy titkos ügynökségnek, a Mosodának dolgozik. A Mosoda ügynökeinek feladata az, hogy kigyomlálhatják a világunkba beszivárgó természetfeletti jelenségeket. Az elvégzett munkához nyilvánosan senki sem gratulál, és a haza szolgálata előbbre való bármiféle személyes élvezetnél. Az ügynökök szupertechnológiákat vetnek be Cthulhu és szolgálói ellen, akik lehetnek középkori terroristák, okkult náci tisztek, zombik, vámpírok, csápos szörnyek stb.
|  | Itt a vége a cselekmény részletezésének! |

## Magyarul
- Mosoda-akták (egy kötetben a Pokoli archívum és a Betontehén-akció című kisregények); előszó Ken MacLeod, ford. J. Magyar Nelly; Ad Astra, Bp., 2015

## Adaptáció
A Cubicle 7 Entertainment Ltd. 2010-ben adott ki egy asztali szerepjátékot a sorozathoz The Laundry címmel.

## Külső hivatkozások
- A könyv profilja a Moly.hu-n.
- A könyv az Ad Astra webboltjában.
- Cikk a sorozatról az Ad Astra.hu-n.